# Cinéma américain des années 1950
Cet article contient une liste des films les plus célèbres du cinéma américain des années 1950.

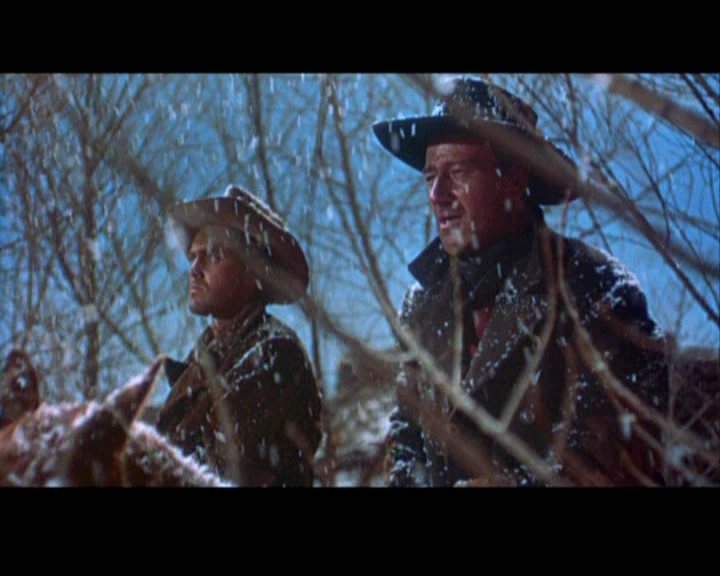
Jeffrey Hunter et John Wayne dans La Prisonnière du désert (1956) de John Ford

- Un tramway nommé Désir (A Streetcar Named Desire), 1951
- Scaramouche (Scaramouche), 1952
- La Captive aux yeux clairs (The Big Sky), 1952
- Les Ensorcelés (The Bad and the Beautiful), 1952
- Vingt mille lieues sous les mers (20,000 Leagues Under the Sea), 1954
- Ulysse (Ulisse), 1954
- À l'est d'Éden (East of Eden), 1955
- La Fureur de vivre (Rebel Without a Cause), 1955
- Géant (Giant), 1956
- La Prisonnière du désert (The Searchers), 1956
- Les Dix Commandements (The Ten Commandments), 1956
- Les Sentiers de la gloire (Paths of Glory), 1957
- Les Vikings (The Vikings), 1958
- Ben-Hur, 1959